# 2011-12シーズンのFリーグ
2011-12シーズンのFリーグは、リーグ戦が2011年7月30日に開幕、2012年2月12日まで行なわれた。

## 2011-12シーズンのFリーグ参加クラブ
参加クラブは以下の通りである。
- エスポラーダ北海道
- ステラミーゴいわて花巻
- バルドラール浦安
- 府中アスレティックFC
- ペスカドーラ町田
- 湘南ベルマーレ
- 名古屋オーシャンズ
- シュライカー大阪
- デウソン神戸
- バサジィ大分

※花巻はこのシーズン限りでのFリーグ退会を決定している。

## レギュレーション
各チーム3回戦総当り方式が採用された。ホーム・アンド・アウェーおよびセントラル開催。この年のセントラル開催は、前年と同じ3節のみ（国立代々木競技場（渋谷区　第1節）、大阪市中央体育館（大阪市　第10節）、船橋アリーナ（船橋市　第19節）で各1節ずつ）だった。
勝ち点制度で争われ勝ちが3点、引分が1点、負けは0点。
なおこのシーズンから特別ボーナス制度が導入され、各試合の勝利チームは「1得点につき10,000円」が強化費として支給される（退場者を出した場合を除く）。またセントラル開催時のみ各試合に「マン・オブ・ザ・マッチ」制度を設け、受賞者には100,000円の賞金が贈られる。

## リーグ戦結果
| 順位 | クラブ名               | 試合 | 勝点 | 勝利 | 引分 | 敗戦 | 得点 | 失点 | 得失 |      |
| ---- | ---------------------- | ---- | ---- | ---- | ---- | ---- | ---- | ---- | ---- | ---- |
| 1    | 名古屋オーシャンズ     | 27   | 61   | 20   | 1    | 6    | 109  | 59   | +50  | 優勝 |
| 2    | シュライカー大阪       | 27   | 60   | 18   | 6    | 3    | 78   | 43   | +35  |      |
| 3    | デウソン神戸           | 27   | 45   | 14   | 3    | 10   | 74   | 53   | +21  |      |
| 4    | バサジィ大分           | 27   | 42   | 13   | 3    | 11   | 82   | 72   | +10  |      |
| 5    | バルドラール浦安       | 27   | 37   | 11   | 4    | 12   | 66   | 59   | +7   |      |
| 6    | 府中アスレティックFC   | 27   | 35   | 10   | 5    | 12   | 70   | 69   | +1   |      |
| 7    | ペスカドーラ町田       | 27   | 35   | 11   | 2    | 14   | 71   | 74   | -3   |      |
| 8    | 湘南ベルマーレ         | 27   | 32   | 9    | 5    | 13   | 79   | 101  | -22  |      |
| 9    | エスポラーダ北海道     | 27   | 28   | 8    | 4    | 15   | 66   | 96   | -30  |      |
| 10   | ステラミーゴいわて花巻 | 27   | 13   | 4    | 1    | 22   | 42   | 111  | -69  |      |

※府中・町田の両チームは勝ち点が同点だったため、得失点差で順位が決定している。

## 得点ランキング
| 順位 | 選手                 | クラブ             | 得点 |
| ---- | -------------------- | ------------------ | ---- |
| 1    | 森岡薫               | 名古屋オーシャンズ | 34   |
| 2    | ヴィニシウス         | シュライカー大阪   | 27   |
| 3    | ボラ                 | 湘南ベルマーレ     | 23   |
| 4    | 山田ラファエルユウゴ | デウソン神戸       | 22   |
| 5    | 水上玄太             | エスポラーダ北海道 | 20   |
| 6    | 金山友紀             | ペスカドーラ町田   | 16   |
| 6    | 小曽戸允哉           | バサジィ大分       | 16   |
| 6    | 本田真琉虎洲         | ペスカドーラ町田   | 16   |
| 9    | マルキーニョ         | 名古屋オーシャンズ | 15   |
| 10   | ディドゥダ           | バサジィ大分       | 14   |
| 10   | 稲葉洸太郎           | バルドラール浦安   | 14   |